# 島津尚久
島津 尚久（しまづ なおひさ）は、戦国時代の武将。薩摩国島津氏の分家である伊作家10代および相州家3代当主島津忠良の子。薩摩鹿籠桜之城主。
薩摩の倭寇の主として坊津を基地とする海賊衆を束ねていたといわれる。5尺余の大太刀を振るい、弓の達人でもあった。

## 生涯
享禄4年（1531年）、島津忠良の子として誕生した。天文6年（1537年）、7歳にして長兄の貴久の軍勢の供をし、天文8年（1539年）の市来攻めにも同行した。天文23年（1554年）の岩剣城攻めの際は、加治木勢として出馬し活躍、翌天文24年（1555年）3月の帖佐での戦いでは、次兄の忠将と共に打ち掛かり、祁答院氏・菱刈氏を敗走させている。また、永禄2年（1559年）の松山城攻めなどでも活躍する。大隅国肝付氏との廻城奪回戦の後に病にかかり、翌年に死去した。この廻城攻めの際に戦死した兄の忠将を見殺しにしたと父に非難されての憤死とも言われる。享年32。なお、尾辻佐左衛門という者が殉死している。
後に子の忠長が旧宮之城町（現在のさつま町）を領したため宮之城家の祖とされ、宮之城家系図は『藤姓島津氏族尚久一流系図』と称されるが、尚久自身の領地は鹿籠桜之城、坊泊（坊津）であって、宮之城を治めてはいない。
鄭若曽『籌海図編』（1562年、明の嘉靖41年完成）は、坊津を主要な根拠地とした倭寇の頭目徐海の同盟者として活動し、のちに徐海水軍を壊滅させた日本人倭寇の頭目陳東（活動時期1555年 - 1556年）について、嘉靖34年（1555年）に突然現れたこと、及び「薩摩州君の弟、書記を掌せる酋」であったことを記述する（当時の薩摩州君は尚久の長兄の島津貴久）。『籌海図編』には陳東逮捕の記述はあるが死亡・処刑の記述がなく、また『倭変事略』には陳東処刑の記述はあるが徐海の死亡・処刑の記述がなく、徐海・陳東という倭寇の二大頭目の最後は不明である（王直についても同様、また麻葉については名前すら確定しない）。
島津尚久と倭寇のかかわりについて宮之城家系図である『藤姓島津氏族尚久一流系図』にいう。「頃年（弘治元年、1555年）、日本の凶賊しばしば大明の辺境を侵す。七月、明の上官鄭舜功（『日本一鑑』編者）そのことをもって来朝して豊後に到り、贈りて書を華洛（京都）に進む。同二年、九条殿下（九条稙通）返翰をしたためてこれを明に投与せしむこと、故をもってす。同三月十七日、殿下大夫矢野山城守以清（矢野以清）に請ひ、尚久に示諭せしむ。その書いまなほ存す」と。また同書にいう。「同年（弘治三年、1557年）、尚久賊船のことにつきて使節をもって華洛（京都）に上言す。こと天聴に達す。五月十五日、広橋大納言兼秀卿（広橋兼秀）綸旨を奉り尚久に賜ふ。謹んで拝戴し、伝えて家宝となす」と。
この記述から、尚久が倭寇に影響力を行使できる人物であったことがわかる。尚久自身が薩摩の倭寇の主として坊津を基地とする海賊衆を束ねていたといわれる。九条稙通が矢野以清を通じて尚久に示諭した具体的な内容は不明であるが、当時豊後に幽閉されていた明の上官（使者）鄭舜功からの書状の意を汲んで、尚久が倭寇活動を停止する、または更に進んで尚久自ら海賊仲間=倭寇を討つよう命じたと考えられる（幕府のスパイとして倭寇に参加したのちに倭寇を討伐）。実際に倭寇の頭目徐海は嘉靖三十五年（1556年）にそれまで同盟者であったはずの陳東から攻撃を受け、徐海水軍は壊滅し徐海自身も行方不明となった。陳東と尚久が同一人物であったことの傍証として、陳東が1555年(頃年)に突如出現し凶賊=倭寇として活動を開始したこと、徐海水軍壊滅直後の1556年に行方不明になったことと、徐海水軍壊滅の翌1557年に尚久の「賊舶のこと」（徐海水軍壊滅）に関する使者を通じた上言（報告）が室町幕府第13代征夷大将軍足利義輝から評価されて後奈良天皇に報告され（天聴に達し）、広橋兼秀を通じて天皇の綸旨を賜わり家宝としたこと、という2つの事実が挙げられる。